# Церква Богоявлення Господнього (Підмонастирок)
Церква Богоявлення Господнього — чинна парафіяльна дерев'яна церква на честь Богоявлення Господнього у селі Підмонастирок Дрогобицького районуЛьвівщини. Парафія належить до Дрогобицького деканату Дрогобицько-Самбірської Єпархії ПЦУ. Престольне свято — 6 січня (Богоявлення).

## Розташування
Церква розташована у центрі села Підмонастирок, неподалік річки Бистриця Тисменицька.

## Історія
Церква Богоявлення Господнього зведена у 1908 чи 1909 році, на місці давнішої, теж дерев'яної будівлі. Є згадки про те, що у селі діяв монастир.
1962 року, під час радянської окупації, церква була зачинена комуністичною окупаційною владою. У 1989 році церкву повернено вірянам.

### Перехід з УПЦ МП до ПЦУ
10 квітня 2022 року відбулись збори релігійної громади, на яких парафіяни проголосували за вихід з УПЦ Московського патріархату та перехід до Православної церкви України.

## Архітектура
Церква дерев'яна, тризрубна, безверха. Зруби бабинця, нави та вівтаря видовжені в плані. Оперізує церкву опасання, під яким ховається низ церкви. До вівтаря, який є гранчастий в плані, прибудовано захристя. У церкві двоє дверей — головні у бабиці, з невеликим дашком, та бокові у наві.
Бабинець та вівтар завершують маленькі маківки з хрестами, нава завершена невеликою банею з ліхтарем і маківкою.
Біля церкви знаходиться невелика дерев'яна двоярусна дзвіниця.